# Étables
Étables är en kommun i departementet Ardèche i regionen Auvergne-Rhône-Alpes i sydöstra Frankrike. Kommunen ligger  i kantonen Tournon-sur-Rhône som ligger i arrondissementet Tournon-sur-Rhône. År 2022 hade Étables 979 invånare.

## Befolkningsutveckling
Antalet invånare i kommunen Étables
Referens: INSEE